# SummerSlam 2022
SummerSlam 2022 è stata la trentacinquesima edizione dell'omonimo evento in pay-per-view prodotto annualmente dalla WWE e si è svolto il 30 luglio 2022, al Nissan Stadium di Nashville, Tennessee e trasmesso in diretta su Peacock negli Stati Uniti e sul WWE Network nel resto del mondo.

## Storyline
A WrestleMania 38, Roman Reigns (detentore dello Universal Championship) sconfisse Brock Lesnar (detentore del WWE Championship) in un winner takes all match, unificando così i due titoli nell'Undisputed WWE Universal Championship. Nella puntata di SmackDown del 17 giugno, Lesnar tornò a sorpresa ed attaccò l'intera Bloodline dopo che Reigns difese con successo la cintura contro Riddle. In seguito, fu sancito un last man standing match per SummerSlam.
A Money in the Bank, Bobby Lashley sconfisse Theory conquistando lo United States Championship per la terza volta. Nella puntata di Raw del 4 luglio, Theory annunciò di aver ricevuto un rematch per il titolo contro Lashley a SummerSlam.
A Money in the Bank, Liv Morgan trionfò nell'omonimo match e, poco dopo, incassò con successo il contratto su Ronda Rousey, la quale aveva appena difeso il titolo contro Natalya, conquistando così lo SmackDown Women's Championship per la prima volta. Un rematch tra Morgan e Rousey con in palio la cintura fu quindi sancito per SummerSlam.
A Money in the Bank, gli Usos difesero con successo l'Undisputed WWE Tag Team Championship contro gli Street Profits. Nella puntata di Raw del 4 luglio, gli Street Profits mostrarono tuttavia, attraverso la visione di alcuni replay, che una spalla di Montez Ford non toccò il tappeto del ring durante lo schienamento decisivo, che pertanto avrebbe dovuto essere illegale. Un rematch tra i due tag team con in palio i titoli di coppia fu dunque annunciato per SummerSlam. Nella puntata di Raw del 15 luglio, l'official Adam Pearce nominò Jeff Jarrett come arbitro speciale dell'incontro.
A WrestleMania 38, Logan Paul e The Miz sconfissero Rey e Dominik Mysterio, ma al termine dell'incontro Miz effettuò un turn heel ai danni di Paul, colpendolo con la Skull Crushing Finale. Dopo qualche mese, Paul sfidò Miz ad un match per SummerSlam e quest'ultimo accettò durante la puntata di Raw del 18 luglio.
Nella puntata di SmackDown del 17 giugno, Happy Corbin ebbe un duro litigio con Pat McAfee (commentatore dello show), attaccandolo verbalmente e fisicamente dopo che quest'ultimo lo aveva criticato per le sue azioni scorrette nei confronti di Madcap Moss. La settimana successiva, McAfee sfidò Corbin ad un match per SummerSlam, con questi che accettò dopo aver assalito lo stesso McAfee al termine di Money in the Bank.
Completano la card dell'evento il match per il Raw Women's Championship tra la campionessa Bianca Belair e la sfidante Becky Lynch e il no disqualification tag team match tra Rey e Dominik Mysterio contro Damian Priest e Finn Bálor del Judgment Day.  

## Risultati
| # | Match                                                                               | Stipulazioni                                                        | Durata |
| - | ----------------------------------------------------------------------------------- | ------------------------------------------------------------------- | ------ |
| 1 | Bianca Belair (c) ha sconfitto Becky Lynch                                          | Single match per il WWE Raw Women's Championship                    | 15:10  |
| 2 | Logan Paul ha sconfitto The Miz (con Maryse e Ciampa)                               | Single match                                                        | 14:15  |
| 3 | Bobby Lashley (c) ha sconfitto Theory per sottomissione                             | Single match per il WWE United States Championship                  | 4:45   |
| 4 | Rey e Dominik Mysterio hanno sconfitto Finn Bálor e Damian Priest (con Rhea Ripley) | No-disqualification tag team match                                  | 11:05  |
| 5 | Pat McAfee ha sconfitto Happy Corbin                                                | Single match                                                        | 10:40  |
| 6 | Gli Usos (c) hanno sconfitto gli Street Profits                                     | Tag team match per l'Undisputed WWE Tag Team Championship           | 13:25  |
| 7 | Liv Morgan (c) ha sconfitto Ronda Rousey                                            | Single match per il WWE SmackDown Women's Championship              | 4:35   |
| 8 | Roman Reigns (c) (con Paul Heyman) ha sconfitto Brock Lesnar                        | Last man standing match per l'Undisputed WWE Universal Championship | 23:00  |